# 米哈伊尔·普利亚耶夫
米哈伊尔·谢尔盖耶维奇·普利亚耶夫（俄语：Михаил Сергеевич Пуляев，1987年6月22日—），俄罗斯男子柔道运动员，2014年世界柔道锦标赛男子66公斤级银牌得主、2015年世界柔道锦标赛男子66公斤级银牌得主、2017年世界柔道锦标赛男子66公斤级银牌得主。